# Кримне (Камінь-Каширський район)
Кри́мне — село в Україні, у Камінь-Каширській громаді Камінь-Каширського району Волинської області. Населення становить 742 особи.

## Географія
Село розташоване на лівому березі річки Коростянки.

## Історія
У 1906 році село Камінь-Каширської волості Ковельського повіту Волинської губернії. Відстань від повітового міста 61 верст, від волості 15. Дворів 165, мешканців 999.

## Населення
Згідно з переписом УРСР 1989 року чисельність наявного населення села становила 757 осіб, з яких 383 чоловіки та 374 жінки.
За переписом населення України 2001 року в селі мешкала 731 особа. 100 % населення вказало своєю рідною мовою українську мову.

## Постаті
- Кондратович Олександра Павлівна (* 1936) — українська етнографиня. Почесний краєзнавець України.